# Camphora officinalis
Camphora officinalis là loài thực vật có hoa trong họ Nguyệt quế. Loài này được Steud. miêu tả khoa học đầu tiên năm 1840.